# Bryan Elliott
Bryan Elliott (ur. 12 kwietnia 1930 w Halifaksie, zm. 27 listopada 2015) – brytyjski żużlowiec.

## Życiorys
Największy sukces w karierze odniósł w 1960, awansując do finału indywidualnych mistrzostw świata na żużlu, w którym zajął XVI miejsce. W 1964 wystąpił w finale indywidualnych mistrzostw Wielkiej Brytanii, zajmując XIII miejsce.
W lidze brytyjskiej startował w barwach klubów Leicester Hunters (1954–1962), Coventry Bees (1962–1964) oraz Halifax Dukes (1965). Trzykrotny medalista drużynowych mistrzostw Wielkiej Brytanii: dwukrotnie srebrny (1959, 1964) oraz brązowy (1962).